# طرخشقون ريبي
طرخشقون ريبي (باللاتينية: Taraxacum ribii ) هو نوع نباتي يتبع جنس الطرخشقون من القبيلة الشيكورية.